# 刘彬 (1912年8月)
刘彬（1912年8月—1989年4月21日），原名刘家树，福建上杭人，中国人民解放军将领、中国人民解放军开国少将。

## 生平
出生于福建省上杭县蓝溪镇冯石村。
曾任内蒙古军区第二副司令员。1955年，授予中国人民解放军少将，荣获二级八一勋章，二级独立自由勋章，一级解放勋章。升任河北省军区副司令员。1988年7月授予一级红星功勋荣誉章。
1989年4月21日因病在北京逝世，享年77岁。